# Dicksonia
Dicksonia é um género de feto arbóreo pertencente à ordem Cyatheales. É considerado um parente próximo do género Cyathea, mas mais primitivo, datando as suas origens aos períodos Jurássico e Cretáceo. O registo fóssil inclui caules, pínulas e esporos.

## Descrição
O género contém 20-25 espécies (dependendo do autor), e distribui-se desde o México ao Uruguai, Chile, Santa Helena (território), Nova Zelândia, Austrália, Indonésia, Nova Guiné e Filipinas. É na Nova Guiné que atinge maior diversidade com 5 espécies conhecidas.
A espécie mais cultivada de Dicksonia é a D. antarctica.
O género descrito pela primeira vez em 1789 por Charles Louis L'Héritier de Brutelle. O nome homenageia Jame Dickson, um proeminente enfermeiro e botânico.
Segundo o IBAMA, a Dicksonia sellowiana, conhecida também como Samambaiaçu Imperial, está na lista das espécies ameaçadas de extinção em vários lugares do Brasil.

## Espécies
- Dicksonia antarctica - Austrália.
- Dicksonia arborescens - St. Helena
- Dicksonia archboldii - Nova Guiné
- Dicksonia baudouini - Nova Caledónia
- Dicksonia berteriana - Arquipélago Juan Fernández
- Dicksonia blumei - Indonésia, Filipinas
- Dicksonia brackenridgei - Fiji, Samoa
- Dicksonia externa - Arquipélago Juan Fernández
- Dicksonia fibrosa - Nova Zelândia
- Dicksonia grandis - Nova Guiné
- Dicksonia herbertii - Nordeste de Queensland, Austrália
- Dicksonia hieronymi - Nova Guiné
- Dicksonia lanata - Nova Zelândia
- Dicksonia lanigera - Nova Guiné
- Dicksonia mollis - Indonésia
- Dicksonia sciurus - Nova Guiné
- Dicksonia sellowiana - Xaxim ou samambaiaçu. Do Sul do México, pela América Central até à Bolívia no norte da América do Sul; Uruguai e Mata Atlântica no Brasil.
- Dicksonia squarrosa -  Nova Zelândia
- Dicksonia steubelii - Norte do Peru
- Dicksonia thyrsopteroides - Nova Caledónia
- Dicksonia youngiae - Austrália,